# Platystele stellaris
Platystele stellaris är en orkidéart som beskrevs av Carlyle August Luer. Platystele stellaris ingår i släktet Platystele och familjen orkidéer. Inga underarter finns listade i Catalogue of Life.